# Wire
Wire — британская рок-группа, образовавшаяся в 1976 году в Уотфорде, Англия, и считающаяся одним из наиболее влиятельных коллективов постпанка. Wire, начинав свой творческий путь на панк-сцене (свидетельство чему — участие в компиляции Live at The Roxy), быстро отдалилась от общего направления, взявшись за создание экспериментальной, не поддающейся прямой категоризации музыки. Пресса отмечала у Wire общие черты с Брайаном Ино, Velvet Underground, Roxy Music, Can и Капитаном Бифхартом, хотя сами музыканты группы утверждали, что влияниям вообще подвержены не были. Первые три альбома Wire, как отмечали специалисты, сыграли ключевую роль в формировании и становлении постпанка как отдельной ветви музыкального развития. Также группа оказала сильное влияние на арт-панк, будущий брит-поп и зарождавшийся в конце семидесятых хардкор-панк.
Характерными особенностями стиля Wire были — постоянно развивающееся, крайне детализированное звучание (с общим привкусом «атмосферности»), загадочные тексты и (в меньшей степени) приверженность идеям ситуационизма. Согласно Allmusic, «способность группы к постоянному самообновлению, равно как готовность — при отсутствии свежих идей — прекращать деятельность на неопределенный срок обеспечили ей долгожительство и неизменную актуальность».
Большого коммерческого успеха Wire не имели: наивысшими достижениями группы в британских чартах остаются #39 (альбом 154, 1979) и #48 (сингл «Chairs Missing», 1978) Однако, как отмечали обозреватели Trouser Press, замечание Брайана Ино о том, что «Velvet Underground продали не так уж много пластинок, но похоже, каждый, кто купил хотя бы одну, затем образовал собственную группу», в равной степени относится к Wire и их последователям, которых в 1980—1990-х годах обнаружилось множество.

## История группы
Wire в 1976 году образовали студенты Уотфордского художественного колледжа Колин Ньюман (англ. Colin Newman) и Джордж Гилл англ. George Gill) вместе с техником и инженером Брюсом Гилбертом (англ. Bruce Gilbert). Позже к составу (который первоначально назывался Overload) присоединились басист Грэм Льюис (англ. Graham Lewis) и барабанщик Роберт Гоутубед (англ. Robert Gotobed, настоящее имя — Роберт Грей): так сформировался первый состав Wire.

### Первый состав
Группа начала выступать в Лондоне, все более увлекаясь экспериментами, но при этом упрощая стиль и разрабатывая свою фирменную разновидность панк-минимализма. Концерт в «Roxy» в начале 1977 года (проведённый уже без уволенного из состава Гилла) оказался решающим: Майк Торн, готовивший материал для концертного панк-сборника, включил в свою компиляюцию два трека группы и помог ей подписать той же осенью контракт с EMI.
Альбом Pink Flag (21 трек, в среднем полутораминутной продолжительности), был записан продюсером Торном (ставшим своего рода пятым участником коллектива и сыгравшим здесь также на клавишных) и восторженно встречен музыкальной критикой. Такие вещи, как «1 2 X U», «Lowdown», «Fragile», «Mannequin» рецензенты Trouser Press называют «незабываемыми». Альбом неоднократно назывался впоследствии одним из первых в арт-панк-жанре. Группа здесь с одной стороны (согласно Allmusic) продемонстрировала «верность экстремальному панк-року, с другой — создала атмосферу внутренней напряженности и <внесла в аранжировки> элемент абстракции».
Chairs Missing, записанный также с Торном-продюсером, весной 1978 года, ознаменовал неожиданный для многих отход группы от панк-принципов: в прессе появились (далеко не всегда комплиментарные) сравнения Wire с ранними Pink Floyd (сказалось и то, что в EMI их курировал тот же менеджер, что когда-то подписывал контракт с Pink Floyd). К панковскому минимализму первого альбома здесь добавились атмосферность и многослойность звучания, в основными темами стали отчужденность, одиночество, безумие (заголовок альбома — часть английского идиоматического выражения «…a few chairs missing in <one's> front room», означающим «не все дома»). В текстах группы рецензенты отметили элементы импрессионизма, влияния бит-поэзии («On Returning»).
Синглу «Outdoor Miner» стать хитом помешал лишь скандал в EMI, связанный с «пэйолой» (незакомнными выплатами радиоведущим). Летом 1978 года Wire впервые выступили в США, а в марте 1979 года провели турне по Европе с Roxy Music. При этом — что было вообще характерно для группы — она играла, в основном, материал не последнего альбома, чего ожидала аудитория, а будущего, ещё не вышедшего (в данному случае — 154).
Третий альбом 154 был назван по числу концертов, сыгранных к тому времени Wire. Группа, в составе которой Льюис взял на себя функции второго вокалиста, продолжила здесь студийные эксперименты по созданию многослойного, мелодичного звучания. Казалось, пластинка была обречена на коммерческий успех, но в реальности произошло нечто противоположное: EMI разорвала с группой контракт и после хаотичного выступления в лондонском Electric Ballroom (позже изданного на концертном Document and Eyewitness) Wire погрузились в пятилетнюю «спячку». Существенным фактором, предопределившим распад, назывался также предельно обострившийся конфликт между «мелодическим» (Ньюман и Гоутубед) и «шумовым» (Гилберт, Льюис) лагерями.
Отмечалось, что первый три альбома Wire продемонстрировали темпы творческого развития, почти невероятные для всего лишь трёх лет. Отчасти именно эта способность к развитию обеспечила группе прочную репутацию родоначальников альтернативного рока, оказавших решающее влияние на такие группы, как R.E.M., Minor Threat, Mission of Burma, Sonic Youth, The Minutemen, Hüsker Dü и Big Black.

### Распад и воссоединение
В 1980 году Гилберт и Льюис основали мини-лейбл Dome Records и занялись рядом проектов, продолжающих наметившиеся ещё в Chairs Missing тенденции слияния постпанка и эмбиента: Dome, Cupol, BC Gilbert & G Lewis, Duet Emmo, P’o (совместно с певицей A.C. Marias).
В 1985 группа вернулась (объявив себя «beat combo»: гитары-бас-ударные) — с Snakedrill EP, пластикой жёсткого и экономного звучания, трек из которой, «Drill» (позже лёгший в основу целого альбома, составленного из различных его версий), стал своего рода программным заявлением нового, постоянного меняющегося состава. Ideal Copy (1987) в полной мере воплотил в себе новые устремления группы, пытавшейся соединить теперь авант-поп с цифровой технологией и танцевальными ритмами. Однако (согласно Trouser Press) нельзя уже было сказать, что музыка группы опережает своё время: «то же, и лучше — делали New Order». Одни поспешили заявить, что Wire утратили статус «культовых героев», другие отмечали, что, по крайней мере, они продемонстрировали стремление к развитию, а не стали заниматься самоповтором, как многие воссоединившиеся группы первой панк-волны.
Заручившись поддержкой новой аудитории (в основном теперь в США), Wire продолжили эксперименты с электроникой в более однородном и последовательном альбоме A Bell Is a Cup…Until It Is Struck (1988), который критиками был отмечен как образец качественно новой разновидности интеллектуальной поп-музыки. Отмечалось также, что группа в очередной раз продемонстрировала, что процесс для неё важнее результата: значительная часть материала пластинки — попытка студийными манипуляциями создать новые треки из концертных записей, сделанных в США и Португалии.
Альбом Manscape (1990) был записан с драм-машиной, заменившей Роберта Гоутубеда (которого Trouser Press называет «одним из величайших в мире барабанщиков-минималистов»): критикой он был оценен крайне низко. После окончательного ухода Гоутубеда из состава трио сократилось в названии до Wir и выпустило The First Letter (1991), после чего на три года все музыканты вернулись к своим сольным проектам. Достаточно полно документирован этот период их творчества в сборнике Wire 1985—1990: The A List.

### 1996 —
В начале 1990-х годов новое поколение альтернативных рокеров обратились за вдохновением к наследию Wire: сначала R.E.M. и Big Black сделали каверы на песни группы, затем Elastica в своем первом альбоме так откровенно «процитировали» «Three Girl Rhumba», что возникло дело о плагиате (улаженное вне суда). В 1996 году Wire собрались вместе (с Гоутубедом) ради одного концерта в честь 50-летия Брюса Гилберта, после чего замолчали ещё на 3 года.
В 2000 году группа возобновила концертные выступления в Британии, но исполняла в основном старые вещи: некоторые их обновленные версии были собраны в альбоме The Third Day (2000). Новый материал появился в Read & Burn 01/02 (два EP), и альбоме Sand (2003), ознаменовавшем возвращение группы «к корням, но на новом уровне сознания». Восторженные отзывы получили концертные выступления Wire, к этому времени начавших сотрудничество с дизайнером Эзом Девлином и художником Джейком Чепменом. В 2006 году были перевыпущены ранние альбомы группы, а в ноябре 2007 года вышел Read & Burn 03.
В июле 2008 года вышел новый студийный альбом группы Object 47, в записи которого Брюс Гилберт (по словам Колина Ньюмана) принимал лишь «минимальное участие» (начиная с апреля группа гастролирует — без него, но с Маргарет Фидлер Макгиннис, экс-Laika). Wire объявлены хедлайнерами лондонского фестиваля Offset Festival (вместе с Gang of Four). Некоторое время считалось, что постоянным гитаристом группы может стать Пэйдж Хэмилтон (экс-Band of Susans, Helmet), но эти сообщения не подтвердились.
10 января 2011 года вышел 12-й студийный альбом группы Red Barked Tree, в котором (согласно BBC) заметны «возрождение интереса к текстам…, а также новая — контролируемая в новых каналах энергичность, — следствие масштабных гастролей Wire последних лет». Новый альбом создавался и записывался группой в составе: Колин Ньюман, Грэм Льюис и Роберт Грей.

## Дискография

### Студийные альбомы
- Pink Flag (1977)
- Chairs Missing (1978, UK #48)
- 154 (1979, UK #39)
- The Ideal Copy (1987 UK #87)
- A Bell Is a Cup…Until It Is Struck (1988)
- It’s Beginning To And Back Again (1989)
- Manscape (1990)
- The Drill (1991)
- The First Letter (1991)
- Send (2003)
- Object 47 (2008)
- Red Barked Tree (2011)
- Change Becomes Us (2013)
- Wire (2015)
- Nocturnal Koreans (2016)
- Silver/Lead (2017)
- Mind Hive (2020)

### Синглы / EPs
- Mannequin (1977)
- I am the Fly (1978)
- Dot Dash (1978)
- Outdoor Miner (1979, UK #51)
- A Question of Degree (1979)
- Map Reference 41°N 93°W (1979)
- Our Swimmer (1981)
- Crazy About Love (1983)
- Snakedrill EP (1986)
- Ahead (1987)
- Kidney Bingos (UK #88)
- Silk Skin Paws (1988)
- Life in the Manscape (1990)
- So and Slow It Goes (1991, как Wir)
- First Letter (1995, с участием Hafler Trio)
- Vien (1997, Wir)
- Twelve Times You (2001)
- Read & Burn — 01 (2002)
- Read & Burn — 02 (2002)
- Read & Burn — 03 (2007)

## Состав
Текущие участники
- Robert Grey – барабаны (1976–1980, 1985–1992, 1999 – наст. время)
- Graham Lewis – бас-гитара, вокал (1976–1980, 1985–1992, 1999 – наст. время)
- Colin Newman – вокал, гитара (1976–1980, 1985–1992, 1999 – наст. время)
- Matthew Simms – гитара (2010 – наст. время)

#### Бывшие участники
- Bruce Gilbert – гитара (1976–1980, 1985–1992, 1999–2006)
- Margaret Fiedler McGinnis – гитара (2008–2009 – участник тура)